# Paul Chamberlin
Paul Chamberlin, né le 26 mars 1962 à Toledo (Ohio), est un joueur de tennis américain.

## Palmarès

### Finale en simple messieurs
| No | Date       | Nom et lieu du tournoi                  | Catégorie | Dotation  | Surface    | Vainqueur            | Score           |  |
| -- | ---------- | --------------------------------------- | --------- | --------- | ---------- | -------------------- | --------------- |  |
| 1  | 13-11-1989 | Altech South African Open, Johannesburg |           | 297 500 $ | Dur (int.) | Christo van Rensburg | 6-4, 7-611, 6-3 |  |

### Titre en double messieurs
| No | Date       | Nom et lieu du tournoi               | Catégorie | Dotation  | Surface      | Partenaire   | Finalistes                   | Score    |  |
| -- | ---------- | ------------------------------------ | --------- | --------- | ------------ | ------------ | ---------------------------- | -------- |  |
| 1  | 19-06-1989 | Tournoi de tennis de Bristol Bristol |           | 100 000 $ | Gazon (ext.) | Tim Wilkison | Mike De Palmer Gary Donnelly | 7-6, 6-4 |  |

### Finale en double messieurs
| No | Date       | Nom et lieu du tournoi                  | Catégorie | Dotation  | Surface    | Vainqueurs          | Partenaire  | Score    |  |
| -- | ---------- | --------------------------------------- | --------- | --------- | ---------- | ------------------- | ----------- | -------- |  |
| 1  | 24-04-1989 | Epson Super Tennis Tournament Singapour |           | 150 000 $ | Dur (ext.) | Rick Leach Jim Pugh | Paul Wekesa | 6-3, 6-4 |  |